# وزارة الدفاع (تركمانستان)
وزارة الدفاع في تركمانستان (بالتركمانية: Türkmenistanyň Goranmak ministrligi)‏ هي وكالة حكومية تابعة للقوات المسلحة التركمانية وهي الهيئة التنفيذية في تنفيذ السياسات الدفاعية في تركمانستان . وزير الدفاع الحالي هو اللواء بيجينك غوندوغديو . تأسست في يناير 1992 بمساعدة القوات المسلحة الروسية .
عند تأسيسها، كان معظم الموظفين التركمان العرقيين من المسؤولين السوفييت المتقاعدين وأعضاء الحزب الشيوعي في جمهورية تركمانستان الاشتراكية السوفييتية ، مع مسؤولين آخرين قادمين من خلفيات صغيرة مثل رئيس الأركان أنا مراد سلطانوف الذي خدم في أفغانستان وبغدان نيازوف الذي كان لديه مهنة في إنفاذ القانون قبل ترقيته إلى منصبه. 

## مؤسسات ووحدات ومجالات وزارة الدفاع
تشمل أقسام وزارة الدفاع بعض المؤسسات التالية: 
- المؤسسات التعليمية
  - المعهد العسكري التابع لوزارة الدفاع
  - مدرسة بردي محمد عناييف العسكرية المتخصصة الأولى ( عشق آباد ) [4]
  - مدرسة ألب أرسلان العسكرية التخصصية الثانية ( داشوغوز )
  - مدرسة سلطان سنجر العسكرية التخصصية الثالثة ( ماري )
- البيت المركزي للضباط
  - أغنية "ميردانا نيسلر"
  - المتحف العسكري باسم بردي محمد عناييف
- مركز إدارة الطوارئ (افتتح في يناير 2011) [5]
- المجمع الفروسية التابع لوزارة الدفاع (افتتح في عام 2012) [6]
- نادي الجيش الرياضي المركزي
- مواقع التدريب العسكري المختلفة [7]
  - مطار أكديبي
  - مركز تدريب كلياتا ( منطقة بهيردن في منطقة أهل )
  - ملعب تدريب كيليتي الشمالي (بالقرب من قرية كيليتي) [8]
  - مركز التدريب الجبلي "كيلياتا الجنوبية" (بالقرب من عشق آباد ) [9]
  - قاعدة أوغورجا آدا البحرية
- صحيفة (ملي جوشون )
- منظمة شبابية باسم ماجتيمجولي التابعة لوزارة الدفاع
- كتيبة حرس الشرف المستقلة

### دار الضباط
بناء على النموذج السوفييتي، بيت الضباط (بالتركمانية: Merkezi serkerdeller öýüniň)‏ (öýüniň) هو المركز الثقافي العسكري الرئيسي المصمم لتحسين العلاقات المدنية العسكرية . وهو يعادل نوادي الضباط العسكريين في الولايات المتحدة . أقيمت حفلات موسيقية لفرق عسكرية مثل فرقة "ميردانا نيسلر" وفرقة <i id="mwaQ">جوريلديلي</i> العسكرية وفرقة "شيرهيت أوفازلارا" التابعة لهيئة الحدود الحكومية في دار الضباط.  يستضيف المنزل حفلات الاستقبال في الأعياد مثل يوم المدافع عن الوطن  ويوم الاستقلال . من المعالم السياحية الخاصة في بيت الضباط متحف المجد العسكري، حيث تحكي العديد من المعروضات تاريخ التاريخ العسكري التركماني منذ عهد أوغوز خان. ويضم المبنى أيضًا استوديو تلفزيوني احترافي ثابت يعمل بدوام كامل ويقوم بإعداد برامج تلفزيونية أسبوعية على قنوات ألتاين أساير و أوفاز. ويستضيف بشكل متكرر ضيوفًا من المعهد العسكري والمدرسة العسكرية. 

### مجلة ملي جوشون
تصدر وزارة الدفاع مجلتها الاجتماعية والسياسية المسماة ملي جوشون (تعني الجيش الوطني) كل ثلاثة أشهر والتي تحتوي على معلومات حول التدابير الرامية إلى تعزيز القدرة الدفاعية للبلاد. 

## هيكل الإدارة

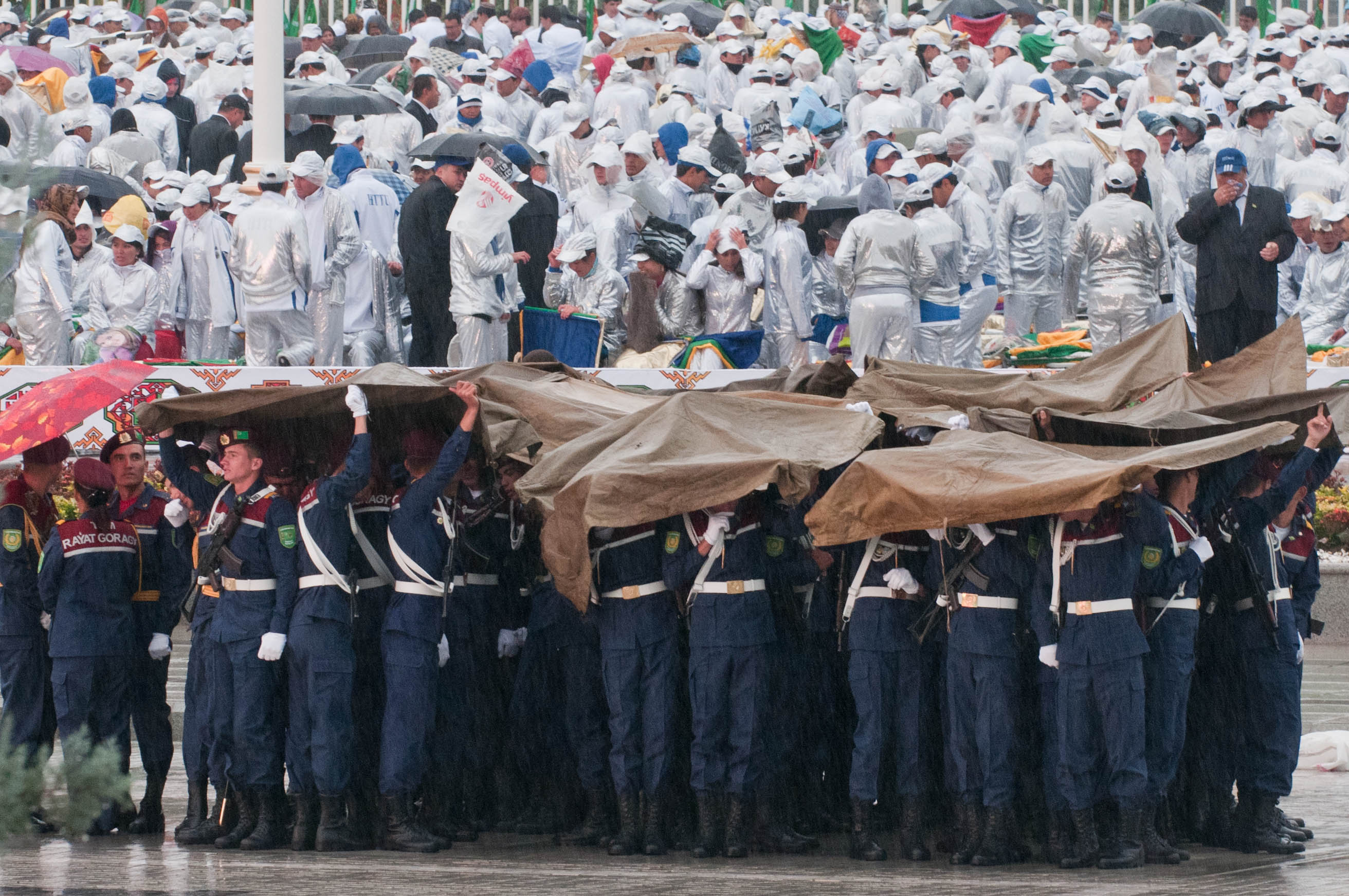
أفراد من الإدارة العامة للدفاع المدني والإنقاذ في استعراض في عشق آباد في عام 2011.

تتكون وزارة الدفاع من الهيكل القيادي التالي:
- هيئة الأركان العامة
- المديرية العامة للتسليح
- مديرية التعبئة العامة
- المديرية العامة للدفاع المدني والإنقاذ ( (بالتركمانية: Raýat goranmak we halas ediş baş müdirligi)‏ ، وهي وكالة الدفاع المدني في تركمانستان. وهو مشابه لوزارة حالات الطوارئ الروسية . تجري تدريبات مشتركة في أراضي المؤسسات الصناعية مع عمال الإنقاذ غير العسكريين من المؤسسات نفسها، وتطوير التكتيكات في حالة الكوارث الطبيعية المختلفة وعمليات الإنقاذ. [13]
- المديرية العامة للإمداد واللوجستيات
- المديرية التعليمية

## أنظر أيضاً
- وزارة الداخلية (تركمانستان)